# پناهگاه (زیست‌شناسی جمعیت)

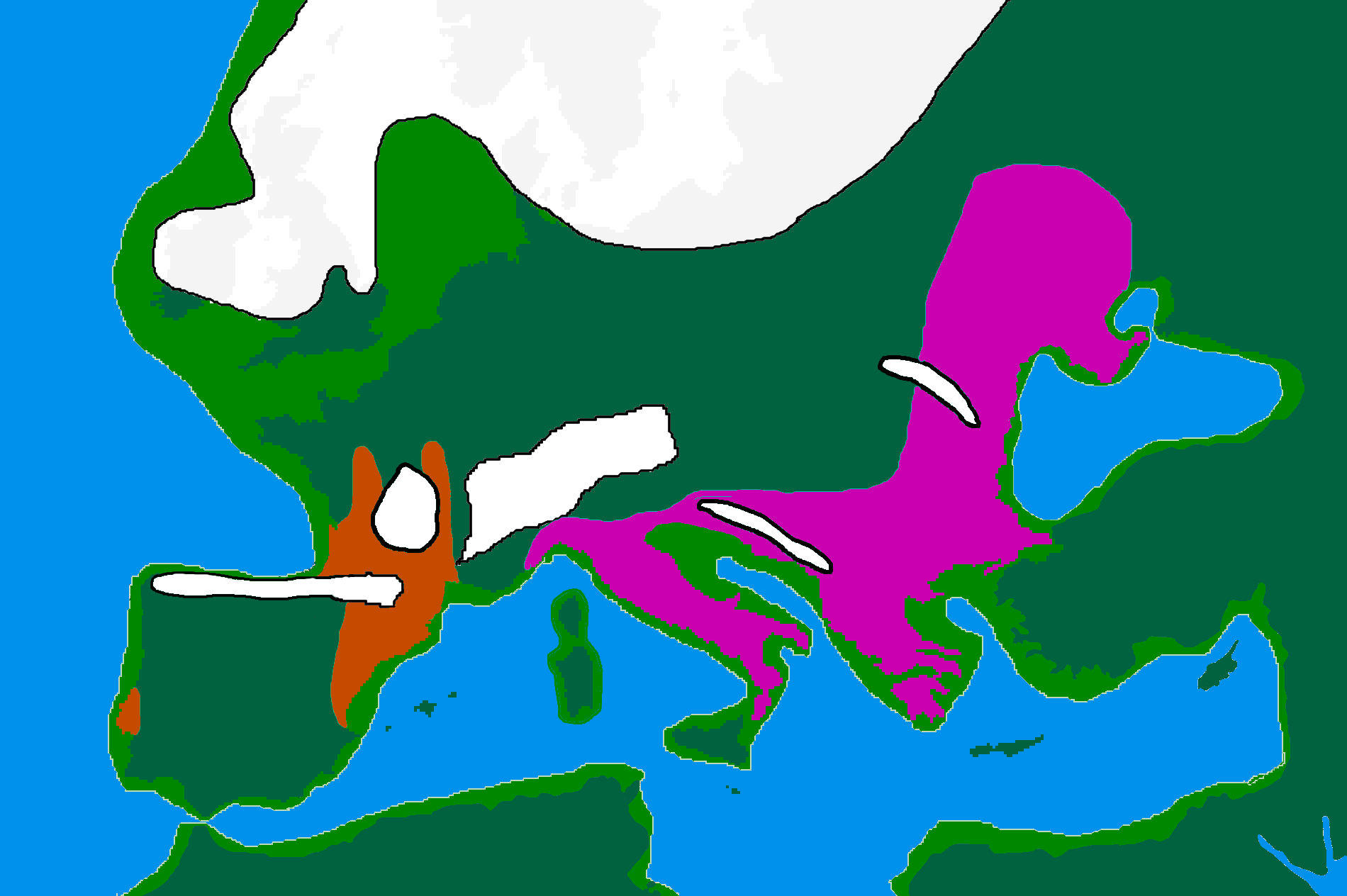
آخرین پناهگاه یخبندان اروپایی، ۲۰ هزار سال پیش

در زیست‌شناسی، پناهگاه (به انگلیسی: Refugium) مکانی است که از یک جمعیت جداشده یا بازمانده از یک گونه گسترده‌تر پشتیبانی می‌کند. این انزوا (گونه‌زایی ناهمجا) می‌تواند به دلیل تغییر اقلیم، جغرافیایی یا فعالیت‌های انسانی مانند جنگل‌زدایی و شکار بی‌رویه باشد.

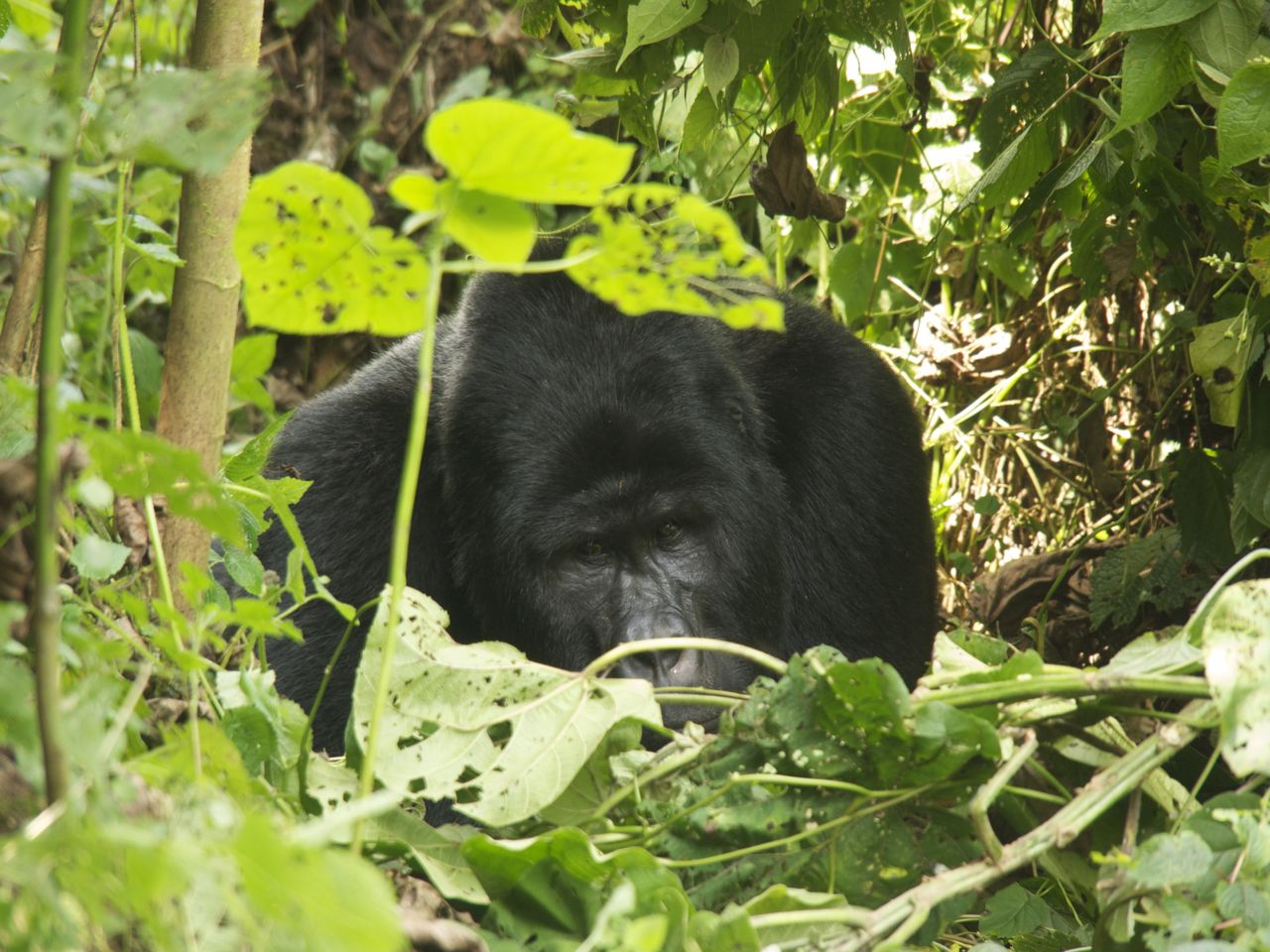
گوریل کوهستانی

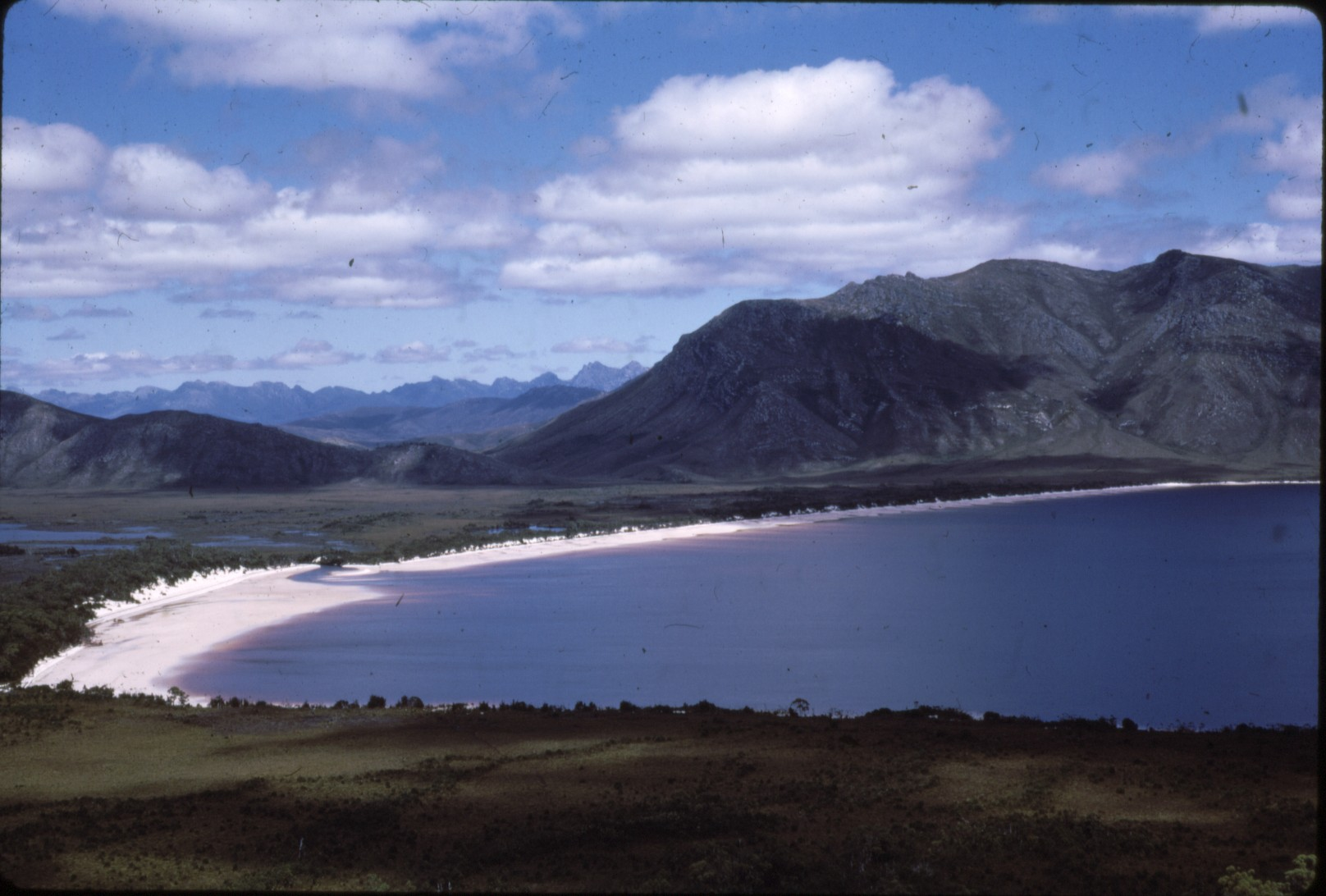
منطقه دریاچه پددر پیش از سیل تنوع زیستی بالایی داشت